# Janis Blaswich
Janis Jonathan Blaswich (ur. 2 maja 1991 w Willich) – niemiecki piłkarz grający na pozycji bramkarza w niemieckim klubie Bayer 04 Leverkusen. Wychowanek VfR Mehrhoog i Borussii Mönchengladbach. W swojej karierze grał także w Borussii Mönchengladbach II, Dynamie Drezno, Hansie Rostock Heraclesie Almelo i RB Lipsk.